# Bernardino Mei

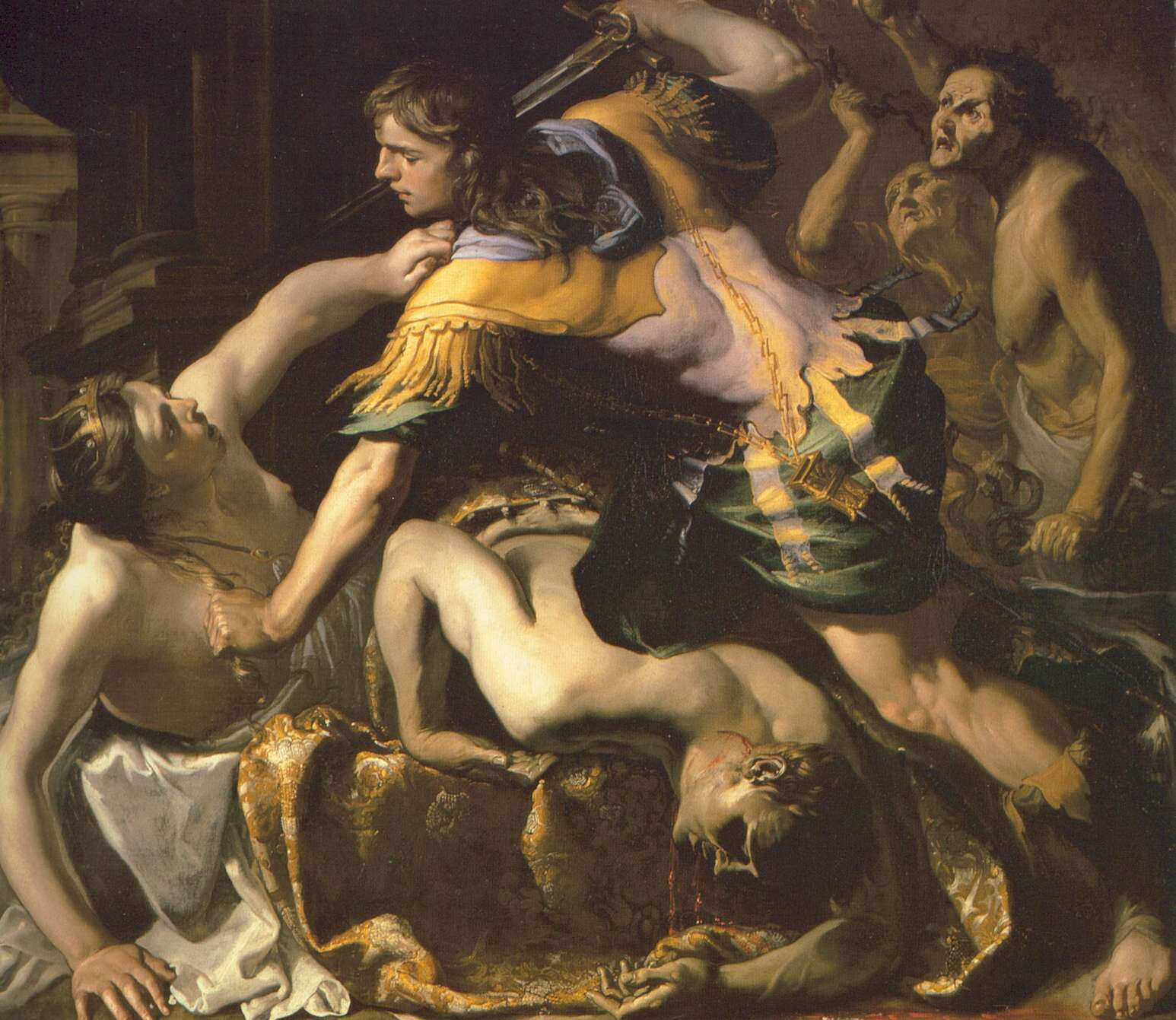
Orestes doodt Aigisthos and Clytaemnestra, 1654

Bernardino Mei (Siena, 1612 – Rome, 17 januari 1676) was een Italiaans kunstschilder en graveur die actief was In Siena en Rome.

## Biografie
Het eerste werk van de kunstenaar dat bewaard is gebleven zijn drie met miniaturen voorziene pagina’s uit een van de Libri dei Leoni met een verrijzenis, een Processie op de piazza del Campo en een Madonna in heerlijkheid tussen heiligen en zaligen uit Siena.
Hij zou zijn opleiding tussen eind jaren twintig en begin jaren dertig gekregen hebben in de omgeving van Rutilio Manetti. Hij zou een partnerschap gehad hebben met Domenico de zoon van Rutilio Manetti. Bij de dood van die laatste zou hij met Domenico de artistieke nalatenschap van Rutilio hebben verzameld en samen hebben ze daarna verschillende artistieke projecten opgestart.
Op 12 mei 1630 werd hij lid van de “Compagnia laicale di San Giovannino” in Pantaneto te Siena en hij werd tussen 1636 en 1654 meermaals in de archieven van het genootschap vernoemd omwille van de functies die hij bekleedde.
Als Fabio Chigi, een lid van de Sienese familie waarvoor Bernardino Mei talrijke werken had gemaakt, in 1655 gekozen wordt tot Paus onder de naam Alexander VII, verhuist Bernardino definitief naar Rome. In Rome raakte hij gefascineerd door de werken van Mattia Preti, Andrea Sacchi, Carlo Maratta en Pietro Francesco Mola en door het beeldhouwwerk van Gian Lorenzo Bernini. In 1657 werd hij gekozen tot lid van de Accademia di San Luca. Tijdens zijn verblijf in Rome maakte hij verschillende werken voor de paus en voor diverse leden van de Chigi familie.

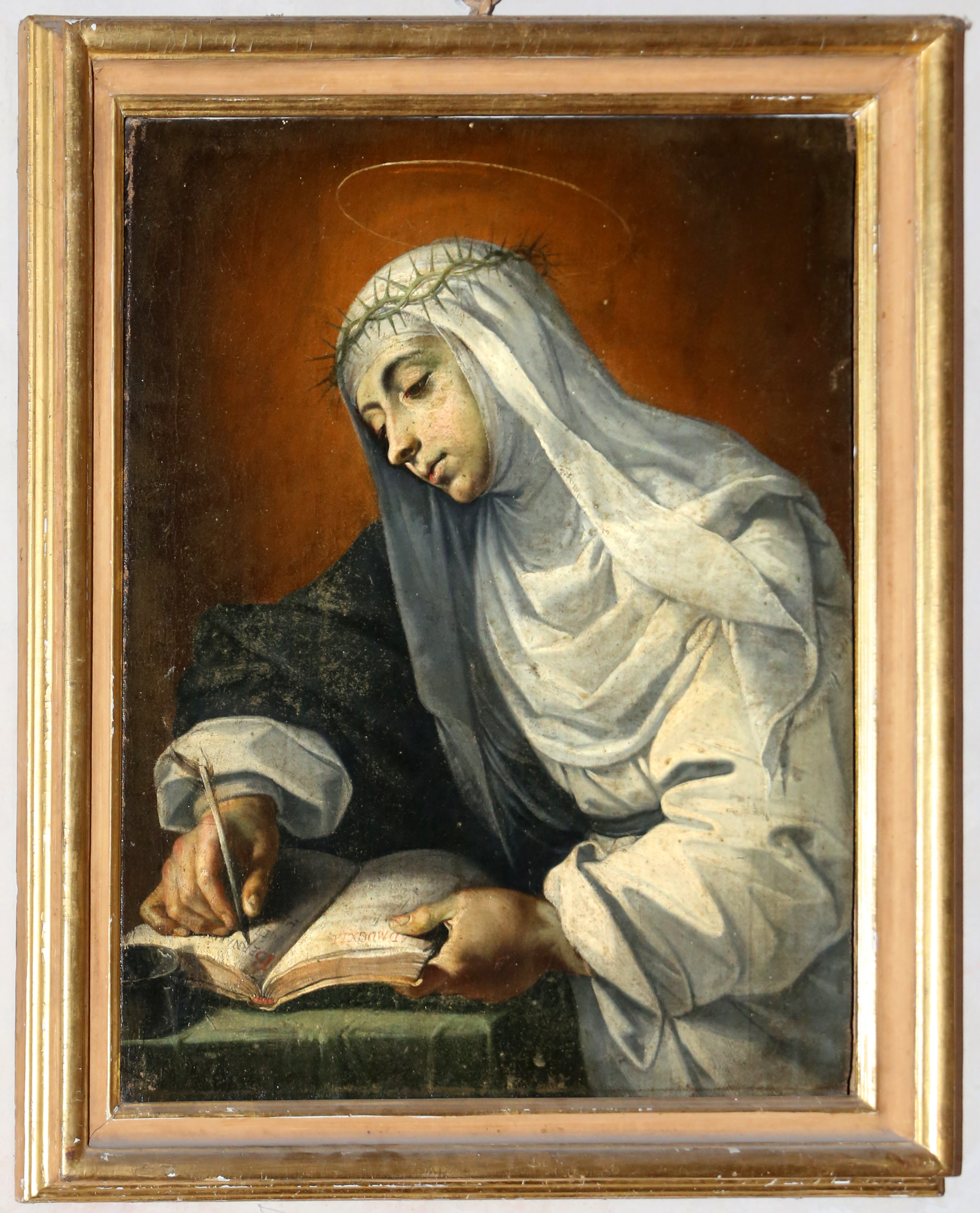
Catharina van Siena, 1641, La Certosa, Florence

## Werken
Hierbij een lijst van werken toegeschreven aan Bernardino Mei
- Ariccia, Palazzo Chigi: Inverno
- Bettolle (deelgemeente van Sinalunga), Chiesa di San Cristoforo: San Pietro in ginocchio
- Bitonto, Galleria nazionale della Puglia: Cristo deriso
- Buonconvento, Museo d’arte sacra della val d’arbia: San Pietro liberato dal carcere (gemaakt voor de Chiesa dei Santi Pietro e Paolo, [4]
- Casole d'Elsa, Museo archeologico e della Collegiata: beschilderde houtsculpturen
- Certosa San Lorenzo di Galluzzo, Pinacoteca: Santa Caterina da Siena
- Grosseto, Museo archeologico e d’arte della Maremma: Santa Cecilia
- Rome, Galleria Nazionale d’Arte Antica: Allegoria della Fortuna,[3]
- Rome, Santa Maria della Pace: twee doopbeelden in het Baptisterium
- Rome, Santa Maria del Popolo: Sacra famiglia
- Siena, Chiesa di San Giovannino della Staffa:
  - Decollazione del Battista (1647)
  - Il Battista davanti al Erode
- Siena, Chiesa di Sant’Agostino: Miracolo di Santo Stefano
- Siena, Chiesa di Santa Maria di Provenzano:
  - Giaele che uccide Sisara
  - Messa di San Gregorio Magno
  - Profezia di Brandano
  - Storia di Guida Maccabeo
- Siena, Museo Diocesano di Arte Sacra, Oratorio della Compagnia di San Bernardino, Santa Caterina d’Alessandria
- Siena, Oratorio di San Giovanni Battista, ook Oratorio dei Tredicini genoemd, contradakerk van de contrada Aquila: Natività del Battista
- Siena, Oratorio di San Rocco: Storie della Vita di San Giobbe
- Siena, Palazzo Chigi-Saracini:
  - Giudizio di Salomone (Sala Casella)
  - Sofonisba (Sala di Legno)
- Siena, Palazzo Piccolomini, Archivio di Stato di Siena:
  - Adorazione dei Pastori (Museo delle Biccherne)
  - Libro dei leoni 1634, miniaturen
- Siena, Palazzo Salimbeni:
  - Amore curato dal Tempo con l’acqua del fiume Lete
  - Antioco e Stratenice
  - Artemisia vedova del re Mausolo beve le lacrime miste alla ceneri del marito defunto ca.1654.
  - Il ciarlatano [5]
  - La Fortuna tra la Virtù e la Necessità, 1653,
  - Oreste uccide Egisto e Clitennestra, ca. 1654
- Siena, Pieve di Val di Pugna: Madonna e Santi
- Siena, Pinacoteca Nazionale:
  - Allegoria dell’ingiustizia
  - Allegoria della pace
  - Allegoria della purezza
  - Allegoria della vittoria
  - Cardinale Rolando Bandinelli (1653)
  - Crocifissione di San Pietro
  - Ghismunda
  - Maddalena che mediata sul Crocifisso
  - Papa Alessandro III. Bandinelli
  - San Giovanni Evangelista
  - San Girolamo che scrive
- Siena, Santa Maria della Scala: Ritratto di Giacomo Sansedoni ca. 1641

- CiNii: DA08366414
- Gemeinsame Normdatei: 119063093
- International Standard Name Identifier: 0000 0001 1642 9889
- KulturNav: 23fdf449-b3e1-41ee-a89e-608edc2c3917
- Library of Congress Control Number: n88054191
- RKD-Nederlands Instituut voor Kunstgeschiedenis: 54881
- Système universitaire de documentation: 192198238
- Union List of Artist Names: 500012283
- Virtual International Authority File: 52491208
- WorldCat: E39PBJjmPQQPVFJ8WRGQ69mKh3